# Sociaaldemocratische Partij van Oekraïne (Verenigd)
De Sociaaldemocratische Partij van Oekraïne (Verenigd) (Oekraïens: Соцiал-демократична партія України (об`єднана), Sotsial-Demokratychna Partiia Ukrainy Ob'iednanna, SDPU(o)) is een sociaaldemocratische partij in Oekraïne.

## Geschiedenis
De partij werd op 27 mei 1990 opgericht als Sociaaldemocratische Partij van Oekraïne (SDPU); in 1991 werd de partij opgenomen in het kiesregister. In 1995 fuseerde de partij met de Partij voor de Mensenrechten en de Partij voor Rechtvaardigheid. Als gevolg hiervan werd in 1996 de naam Sociaaldemocratische Partij van Oekraïne (Verenigd) (SDPU(o)) aangenomen. De advocaat en zakenman (oligarch) Viktor Medvedtsjoek, werd in 1998 tot voorzitter van de SDPU(o) gekozen. Belangrijke leiders van de SDPU(o) waren naast Medvedtsjoek oud-president Leonid Kravtsjoek en oud-premier Jevjen Martsjoek. De partij werd ook gesteund door de oligarch Hryhoriy Soerkis Soerkis was de belangrijkste zakenpartner van Medvedtsjoek. De partij werd feitelijk gedomineerd door oligarchen, directeuren van grote ondernemingen, oude Sovjetbureaucraten en politici gelinkt aan het regime in Kiev.
De SDPU(o) gold als een partij die het beleid steunde van president Leonid Koetsjma en diens streven naar toenadering tot de Russische Federatie. De SDPU(o) streefde naar een douane-unie met Rusland en de versterking van de handelsrelaties met dat land. Bij de presidentsverkiezingen van 1999 ondersteunde de partij de kandidatuur van zittend president Koetsjma die voor een tweede termijn werd gekozen. Medvedtsjoek werd door Koetsjma benoemd tot hoofd van de presidentiële staf (2002). De invloed van de SDPU(o) op het regeringsbeleid verdween met de Oranjerevolutie (2005) waarbij er een eind kwam aan het pro-Russische bewind in Kiev.
Bij de parlementsverkiezingen van 2006 verloor de SDPU(o) al haar zetels. Sindsdien is de partij niet meer vertegenwoordigd in de Verchovna Rada (parlement). In hetzelfde jaar verliet Medvedtsjoek de SDPU(o).

## Samenwerking
Gedurende haar bestaan heeft de SDPU(o) samengewerkt met verschillende politieke partijen: de Communistische Partij van Oekraïne (CPU), de Agrarische Partij van Oekraïne, de Liberale Partij van Oekraïne en andere partijen die over het algemeen op goede voet stonden met de pro-Russische regering en de oligarchen.

## Ideologie
Opgericht als typische sociaaldemocratische partij in Westerse trant, ontwikkelde de SDPU(o) zich onder leiding van de oligarchen en staatsbureaucraten in de richting van een centrumrechtse partij. De SDPU(o) was een typische machtspartij en had veel invloed op de regering van president Koetsjma, zeker tijdens diens tweede termijn als president.
De SDPU(o) is voorstander van een vrije markteconomie en pro-Russisch georiënteerd.

## Verkiezingsresultaten
| 1998 | 1.066.113 | 4,1 | 17 / 450 |
| 2002 | 1.626.721 | 6,5 | 24 / 450 |
| 2006 | —         | 1,0 | 0 / 450  |